# Bistum Jhansi
Das Bistum Jhansi (lat.: Dioecesis Ihansiensis) ist eine in Indien gelegene römisch-katholische Diözese mit Sitz in Jhansi.

## Geschichte
Das Bistum Jhansi wurde am 12. Januar 1940 durch Papst Pius XII. mit der Apostolischen Konstitution Ad evangelicam veritatem aus Gebietsabtretungen des Bistums Allahabad als Apostolische Präfektur Jhansi errichtet.
Am 5. Juli 1954 wurde die Apostolische Präfektur Jhansi durch Pius XII. mit der Apostolischen Konstitution In Apostolica Praefectura zum Bistum erhoben und dem Erzbistum Agra als Suffraganbistum unterstellt. Das Bistum Jhansi gab am 9. Februar 1999 Teile seines Territoriums zur Gründung des Bistums Gwalior ab.

## Territorium
Das Bistum Jhansi umfasst die Distrikte Banda, Hamirpur, Mahoba, Jalaun, Jhansi, Lalitpur und Chitrakoot im Bundesstaat Uttar Pradesh.

## Ordinarien von Jhansi

### Apostolische Präfekten
- Francis Xavier Fenech OFMCap, 1946–1954

### Bischöfe
- Francis Xavier Fenech OFMCap, 1954–1967
- Baptist Mudartha, 1967–1976, dann Bischof von Allahabad
- Frederick D’Souza, 1977–2012
- Peter Parapullil, 2012–2024
- Wilfred Gregory Moras, seit 2024